# دانشگاه خوست
دانشگاه خوست در شهر خوست، جنوب شرقی افغانستان است. این دانشگاه با نام اصلی دانشگاه افغان پیشاور، در ابتدا در سال ۲۰۰۰ در پیشاور تأسیس شد. این دانشگاه به دستور ویژه حامد کرزی، رئیس‌جمهور سابق افغانستان، به خوست منتقل شد و در سال ۲۰۰۳ رسماً ثبت گردید. این دانشگاه به نام شیخ زاید بن سلطان آل نهیان، اولین رئیس‌جمهور امارات متحده عربی، که حامی ساخت پردیس آن در خوست بود، نامگذاری شد.
کار ساخت دانشگاه در زمان فرماندار حکیم تنیوال آغاز شد. فرماندار بعدی، معراج‌الدین پتان، سفری به امارات متحده عربی داشت و برای تکمیل دانشگاه درخواست بودجه کرد. به پاس قدردانی از کمک امارات متحده عربی، نام دانشگاه به دانشگاه شیخ زاید تغییر یافت. فرماندار پتان سابقه‌ی درخشانی در افتتاح مدارس و حمایت از آموزش برای همه جنسیت‌ها داشت، بنابراین طبیعی بود که برای ساخت دانشگاه شیخ زاید تلاش کند. پردیس جدید دانشگاه رسماً در مارس ۲۰۰۸ افتتاح شد.
دانشگاه خوست (SZU) دارای ۹ دانشکده و بیش از ۳۰۰۰ دانشجو است. این دانشگاه دارای یک ایستگاه رادیویی خصوصی برای اعضای هیئت علمی روزنامه‌نگاری است. این دانشگاه تنها دانشگاه در افغانستان است که دارای دانشکده علوم کامپیوتر است. این دانشگاه دارای خوابگاه برای دانشجویان است و دانشجویان پزشکی در بیمارستان دولتی خوست آموزش می‌بینند. این دانشگاه یکی از ۱۱ موسسه آموزشی افغانستان است که دارای امکانات آموزش الکترونیکی است که توسط نمایندگی ایالات متحده آمریکا برای انکشاف بین‌المللی ارائه می‌شود.

## زیرساخت‌ها
کتابخانه برای همه دانشجویان در دسترس است. دانشجویان می‌توانند در محوطه دانشگاه از امکانات ورزشی ارائه شده توسط دانشگاه استفاده کنند.

## دانشکده‌ها
- دانشکده زبان و ادبیات
- دانشکده تعلیم و تربیت
- دانشکده زراعت (کشاورزی)
- دانشکده اقتصاد
- دانشکده پزشکی
- دانشکده شرعیات
- دانشکده شبانه